# Cíntia Kameyama
Cíntia Kameyama (n. 1965 ) es una botánica brasileña-estadounidense. Desarrolla actividades científicas en, con énfasis en los taxones neotropicales del Amazonas, en el Departamento de Sistemática Vegetal Archivado el 25 de junio de 2018 en Wayback Machine., de la Secretaría de Estado de Ambiente, División de Fitotaxonomía, Sao Paulo.
En 1986, obtuvo su licenciatura en Ciencias Biológicas por la Universidad de São Paulo, M.Sc. en Ciencias Biológicas (Botánica) por la misma casa, en 1991, y doctora en Ciencias Biológicas (Botánica) de la misma Universidad en 1997; defendiendo la tesis: Revisão taxonômica das espécies secundifloras neotropicais de Lepidagathis Willd. (Acanthaceae).
Actualmente es investigadora en el Instituto de Botánica. Tiene experiencia en el campo de la botánica, taxonomía, filogenia y evolución de las familias con énfasis en Acanthaceae.

## Algunas publicaciones
- c. Ezcurra, cíntia Kameyama. 2008a. Acanthaceae. En: F. O. Zuloaga, O. Morrone & M. J. Belgrano (eds.) Catálogo de las plantas vasculares del Cono Sur. Monographs in Systematic Botany 107: 985-1006

- cíntia Kameyama. 2008b. New species, nomenclatural changes and lectotypifications in Neotropical Lepidagathis Willd. (Acanthaceae). Kew Bulletin 63: 565-581

- -------------------------. 2006. Flora da Reserva Ducke, Amazonas, Brasil: Acanthaceae. Rodriguesia, Río de Janeiro 57 ( 2): 149-154

- -------------------------. 2003a. Flora de Grão Mogol, Minas Gerais: Acanthaceae.. Boletim de Botânica (USP), São Paulo, v. 21, n. 1, p. 51-53

- -------------------------. 2003b. Acanthaceae. En: D. C. ZAPPI, E. LUCAS, B. L. STANNARD, E. N. LUGHADHA, J. R. PIRANI, L. P. QUEIROZ, S. ATKINS, D. J. N. HIND, A. M. GIULIETTI, R. M. HARLEY & A. M. CARVALHO. Lista das plantas vasculares de Catolés, Chapada Diamantina, Bahia, Brasil. Boletim de Botânica (USP), São Paulo 21 ( 2): 360-361

- d.m. Braz, rita m. Carvalhookano, cíntia Kameyama. 2002. Acanthaceae da Reserva Florestal Mata do Paraíso, Viçosa, Minas Gerais. Revista Brasileira de Botânica, São Paulo 25 ( 4): 495-504

- cíntia Kameyama. 2001. Acanthaceae. En: Mamede, M.C.H., Cordeiro, I. & Rossi, L. Flora vascular da Serra da Juréia, Município de Iguape, São Paulo, Brasil. Boletim do Instituto de Botânica, São Paulo 15: 87-87

- j. Prado, t.s. Filgueiras, cíntia Kameyama, w.f. Marcondes. 1999. A Sessão de Nomenclatura de Saint Louis e Comentários sobre Algumas Propostas para o Novo Código. Acta Botanica Brasilica, São Paulo, 13 ( 3): 323-329

- cíntia Kameyama. 1996. A new species of Stenandrium (Acanthaceae) from Grão-Mogol, Minas Gerais, Brazil. Novon (Saint Louis) 6 ( 3): 268-270

- -------------------------. 1995. Flora da Serra do Cipó, Minas Gerais, Brasil: Acanthaceae. Boletim de Botânica (USP), São Paulo 14: 181-206

### Capítulos de libros
- cíntia Kameyama. 2010a. Acanthaceae. En Parte II. Lista das espécies. In: Stehmann, J.R.; Forzza, R.C.; Salino, A; Sobral, M.; Costa, D.P. & Kamino, L.. (Org.). Plantas da Floresta Atlântica. Río de Janeiro: Jardim Botânico do Rio de Janeiro, pp. 117-120

- s. Profice, cíntia Kameyama, a.l.a. Cortes, d.m. Braz, a. Indriunas, t.s. Vilar, c.s. Pessōa, c. Ezcurra, d.c. Wasshausen. 2010b. Acanthaceae. En: Forzza, R.C.; Baumgratz, J.F.A.; Bicudo, C.E.M.; Carvalho Jr. A. A.; Costa, A.; Costa, D.P.; Hopkins, M.; Leitman, P. M.; Lohmann, L.G.; Maia, L.C.; Martinelli, G.; Menezes, M.; Morim, M.P.; Coelho, M.A.N.; Peixoto, A.L.; Pirani, J.R.; Prado, J.; Que. (orgs.) Catálogo de plantas e fungos do Brasil. 1.ª ed. Río de Janeiro: Andrea Jakobsson Estúdio: Instituto de Pesquisas Jardim Botânico do Rio de Janeiro, vol. 1, pp. 570-584

- t.s. Vilar, cíntia Kameyama, t.b. Cavalcanti. 2010c. Acanthaceae. En: Cavalcanti, T.B.; Batista, M.F.. (Org.). Flora do Distrito Federal. Brasília: Embrapa Recursos Genéticos e Biotecnologia, vol. 8, pp. 15-53

### Libros
- cíntia Kameyama. 1997. Revisão taxonômica das espécies secundifloras neotropicais de Lepidagathis Willd. (Acanthaceae). 132 pp.

- -------------------------. 1990. A família Acanthaceae na Serra no Cipó, Minas Gerais, Brasil. Editor Instituto de Biociências, Universidad de São Paulo, 332 pp.

## Honores
- Editora asistente de la Revista Hoehnea, de São Paulo